# Collegio di East Renfrewshire
East Renfrewshire è un collegio elettorale scozzese della Camera dei Comuni del Parlamento del Regno Unito. Elegge un membro del Parlamento con il sistema maggioritario a turno unico. Il rappresentante del collegio, dal 2024, è il laburista Blair McDougall.

## Estensione
Il collegio fu creato nel 1885 ed era uno dei quattro che ricoprivano l'area della contea del Renfrewshire (ad eccezione di Renfrew e di Port Glasgow, che furono compresi nel collegio di Kilmarnock Burgh fino al 1918). I quattro collegi erano: East Renfrewshire, West Renfrewshire, Paisley e Greenock. Greenock fu allargato e ri-denominato Greenock and Port Glasgow nel 1974.
Dal 1885 il collegio consisteva delle parrocchie diEastwood, Cathcart, Mearns e Eaglesham, e parte della parrocchia di Govan.
Per le elezioni del 1918 il collegio consisteva del "Distretto dell'Alta Contea, inclusi tutti i burgh ivi compresi, eccetto i burgh di Paisley e Johnstone, insieme alle parti di Renfrew comprese nella parrocchia di Govan nella contea di Lanark".
Il collegio fu abolito per le elezioni generali del 1983, otto anni dopo la creazione delle regioni e distretti nel 1975. Il nuovo collegio, con confini modificati, fu chiamato Eastwood.
Nel 1996 l'area del collegio di Eastwood divenne anche l'area del consiglio unitario del Renfrewshire Orientale.
Nel 1999 fu creato un collegio di Eastwood per il Parlamento Scozzese, con gli stessi confini ed estensione del collegio di Westminster.
Nella redistribuzione generale delle aree assegnate ai seggi scozzesi per le elezioni generali del 2005, il nome di Eastwood fu cambiato in East Renfrewshire.

## Descrizione e politica
East Renfrewshire è un quartiere periferico della conurbazione di Glasgow e comprende l'hinterland rurale a sud-est della città; si tratta di un'area ricca, con pendolari di classe media con un'alta proporzione di liberi professionisti. Clarkston era un'area deserta fino a che nel 2006 non venne assegnato il permesso per l'apertura del primo pub nell'area. East Renfrewshire ha la maggiore popolazione ebraica di ogni altro collegio della Scozia, con circa metà della popolazione ebraica scozzese che vive nell'area. Il collegio confina con Glasgow.
Al referendum sull'indipendenza della Scozia del 2014 East Renfrewshire votò con una forte maggioranza contro la proposta di indipendenza per la Scozia; con un'affluenza del 90,4%, 41.690 voti furono per il "No" (63,2%), e 24.287 furono per il "Sì" (36,8%). Al referendum sulla permanenza del Regno Unito nell'Unione europea del 2016 una sostanziale maggioranza dei voti fu per il rimanere parte dell'Unione europea: con un'affluenza del 76,1%, coloro che votarono "Remain" furono 49.345 (74,3%), quelli per il "Leave" furono 13.596 (25,7%).
Il collegio era considerato un seggio sicuro per il Conservatori Scozzesi, prima che il Partito Laburista Scozzese ottenesse il seggio nel 1997. East Renfrewshire fu poi ritenuto un seggio relativamente sicuro per i laburisti, fino alla vittoria del Partito Nazionale Scozzese del 2015. Alle elezioni parlamentari in Scozia del 2016 il collegio di Eastwood, che copre gran parte del collegio di East renfrewshire, elesse il conservatore Jackson Carlaw come deputato; i conservatori vinsero poi l'elezione generale del 2017 con Paul Masterton che venne eletto con un vantaggio di 4.712 voti sulla sfidante, la nazionalista in carica Kirsten Oswald.

## Membri del parlamento
| Elezione | Elezione                 | Deputato                  | Partito           |
| -------- | ------------------------ | ------------------------- | ----------------- |
|          | 1885                     | James Finlayson           | Liberale          |
|          | 1886                     | Michael Hugh Shaw-Stewart | Conservatore      |
|          | 1906                     | Sir Robert Laidlaw        | Liberale          |
|          | 1910 (S)                 | John Gilmour              | Unionista         |
|          | 1918                     | Joseph Johnstone          | Liberale          |
|          | 1922                     | Robert Nichol             | Laburista         |
|          | 1924                     | Alexander Munro MacRobert | Unionista         |
| 1930 (S) | Douglas Douglas-Hamilton |                           | Unionista         |
| 1940 (S) | Guy Lloyd                |                           | Unionista         |
| 1959     | Betty Harvie Anderson    |                           | Unionista         |
|          | 1979                     | Allan Stewart             | Conservatore      |
|          | 1983                     | Collegio abolito          | Collegio abolito  |
|          | 2005                     | Collegio ricreato         | Collegio ricreato |
|          | 2005                     | Jim Murphy                | Laburista         |
|          | 2015                     | Kirsten Oswald            | SNP               |
|          | 2017                     | Paul Masterton            | Conservatore      |
|          | 2019                     | Kirsten Oswald            | SNP               |
|          | 2024                     | Blair McDougall           | Laburista         |

## Risultati elettorali

### Elezioni negli anni 2020
| Partito                    | Partito                                  | Candidato                  | Risultati 4 luglio 2024 | Risultati 4 luglio 2024 |
| Partito                    | Partito                                  | Candidato                  | Voti                    | %                       |
| -------------------------- | ---------------------------------------- | -------------------------- | ----------------------- | ----------------------- |
|                            | Laburista                                | Blair McDougall            | 21 935                  | 43,67                   |
|                            | SNP                                      | Kirsten Oswald             | 13 514                  | 26,91                   |
|                            | Conservatore                             | Sandesh Gulhane            | 8 494                   | 16,91                   |
|                            | Reform UK                                | Matt Alexander             | 2 360                   | 4,70                    |
|                            | Verde                                    | Karen Sharkey              | 1 510                   | 3,01                    |
|                            | Lib Dem                                  | Alan Grant                 | 1 150                   | 2,29                    |
|                            | Famiglie Scozzesi                        | Maria Reid                 | 487                     | 0,97                    |
|                            | Liberale                                 | Allan Steele               | 481                     | 0,96                    |
|                            | Independence for Scotland                | Colette Walker             | 296                     | 0,59                    |
|                            |                                          |                            |                         |                         |
| Iscritti                   | Iscritti                                 | Iscritti                   | 73 380                  | 100,00                  |
| ↳ Votanti (% su iscritti)  | ↳ Votanti (% su iscritti)                | ↳ Votanti (% su iscritti)  | 50 227                  | 68,45                   |
| ↳ Astenuti (% su iscritti) | ↳ Astenuti (% su iscritti)               | ↳ Astenuti (% su iscritti) | 23 153                  | 31,55                   |
|                            |                                          |                            |                         |                         |
|                            | Esito: collegio passa da SNP a Laburista |                            |                         |                         |

### Elezioni negli anni 2010
| Partito                    | Partito                                     | Candidato                  | Risultati 12 dicembre 2019 | Risultati 12 dicembre 2019 |
| Partito                    | Partito                                     | Candidato                  | Voti                       | %                          |
| -------------------------- | ------------------------------------------- | -------------------------- | -------------------------- | -------------------------- |
|                            | SNP                                         | Kirsten Oswald             | 24 877                     | 44,94                      |
|                            | Conservatore                                | Paul Masterton             | 19 451                     | 35,14                      |
|                            | Laburista                                   | Carolann Davidson          | 6 855                      | 12,38                      |
|                            | Lib Dem                                     | Andrew McGlynn             | 4 174                      | 7,54                       |
|                            |                                             |                            |                            |                            |
| Iscritti                   | Iscritti                                    | Iscritti                   | 72 267                     | 100,00                     |
| ↳ Votanti (% su iscritti)  | ↳ Votanti (% su iscritti)                   | ↳ Votanti (% su iscritti)  | 55 357                     | 76,60                      |
| ↳ Astenuti (% su iscritti) | ↳ Astenuti (% su iscritti)                  | ↳ Astenuti (% su iscritti) | 16 910                     | 23,40                      |
|                            |                                             |                            |                            |                            |
|                            | Esito: collegio passa da Conservatore a SNP |                            |                            |                            |

| Partito                    | Partito                                     | Candidato                  | Risultati 8 giugno 2017 | Risultati 8 giugno 2017 |
| Partito                    | Partito                                     | Candidato                  | Voti                    | %                       |
| -------------------------- | ------------------------------------------- | -------------------------- | ----------------------- | ----------------------- |
|                            | Conservatore                                | Paul Masterton             | 21 496                  | 40,00                   |
|                            | SNP                                         | Kirsten Oswald             | 16 784                  | 31,23                   |
|                            | Laburista                                   | Blair McDougall            | 14 346                  | 26,70                   |
|                            | Lib Dem                                     | Aileen Morton              | 1 112                   | 2,07                    |
|                            |                                             |                            |                         |                         |
| Iscritti                   | Iscritti                                    | Iscritti                   | 70 058                  | 100,00                  |
| ↳ Votanti (% su iscritti)  | ↳ Votanti (% su iscritti)                   | ↳ Votanti (% su iscritti)  | 53 805                  | 76,80                   |
| ↳ Astenuti (% su iscritti) | ↳ Astenuti (% su iscritti)                  | ↳ Astenuti (% su iscritti) | 16 253                  | 23,20                   |
|                            |                                             |                            |                         |                         |
|                            | Esito: collegio passa da SNP a Conservatore |                            |                         |                         |

| Partito                    | Partito                                  | Candidato                  | Risultati 7 maggio 2015 | Risultati 7 maggio 2015 |
| Partito                    | Partito                                  | Candidato                  | Voti                    | %                       |
| -------------------------- | ---------------------------------------- | -------------------------- | ----------------------- | ----------------------- |
|                            | SNP                                      | Kirsten Oswald             | 23 013                  | 40,72                   |
|                            | Laburista                                | Jim Murphy                 | 19 295                  | 34,14                   |
|                            | Conservatore                             | David Montgomery           | 12 246                  | 21,67                   |
|                            | Lib Dem                                  | Graeme Cowie               | 1 069                   | 1,89                    |
|                            | UKIP                                     | Robert Malyn               | 888                     | 1,57                    |
|                            |                                          |                            |                         |                         |
| Iscritti                   | Iscritti                                 | Iscritti                   | 69 950                  | 100,00                  |
| ↳ Votanti (% su iscritti)  | ↳ Votanti (% su iscritti)                | ↳ Votanti (% su iscritti)  | 56 730                  | 81,10                   |
| ↳ Astenuti (% su iscritti) | ↳ Astenuti (% su iscritti)               | ↳ Astenuti (% su iscritti) | 13 220                  | 18,90                   |
|                            |                                          |                            |                         |                         |
|                            | Esito: collegio passa da Laburista a SNP |                            |                         |                         |

| Partito                    | Partito                                | Candidato                  | Risultati 6 maggio 2010 | Risultati 6 maggio 2010 |
| Partito                    | Partito                                | Candidato                  | Voti                    | %                       |
| -------------------------- | -------------------------------------- | -------------------------- | ----------------------- | ----------------------- |
|                            | Laburista                              | Jim Murphy                 | 25 987                  | 50,77                   |
|                            | Conservatore                           | Richard Cook               | 15 567                  | 30,42                   |
|                            | Lib Dem                                | Gordon MacDonald           | 4 720                   | 9,22                    |
|                            | SNP                                    | Gordon Archer              | 4 535                   | 8,86                    |
|                            | UKIP                                   | Donald McKay               | 372                     | 0,73                    |
|                            |                                        |                            |                         |                         |
| Iscritti                   | Iscritti                               | Iscritti                   | 66 210                  | 100,00                  |
| ↳ Votanti (% su iscritti)  | ↳ Votanti (% su iscritti)              | ↳ Votanti (% su iscritti)  | 51 181                  | 77,30                   |
| ↳ Astenuti (% su iscritti) | ↳ Astenuti (% su iscritti)             | ↳ Astenuti (% su iscritti) | 15 029                  | 22,70                   |
|                            |                                        |                            |                         |                         |
|                            | Esito: collegio confermato a Laburista |                            |                         |                         |

### Elezioni negli anni 2000
| Partito                    | Partito                                      | Candidato                  | Risultati 5 maggio 2005 | Risultati 5 maggio 2005 |
| Partito                    | Partito                                      | Candidato                  | Voti                    | %                       |
| -------------------------- | -------------------------------------------- | -------------------------- | ----------------------- | ----------------------- |
|                            | Laburista                                    | Jim Murphy                 | 20 815                  | 43,91                   |
|                            | Conservatore                                 | Richard Cook               | 14 158                  | 29,87                   |
|                            | Lib Dem                                      | Gordon MacDonald           | 8 659                   | 18,27                   |
|                            | SNP                                          | Osama Bhutta               | 3 245                   | 6,85                    |
|                            | Socialista                                   | Ian Henderson              | 528                     | 1,11                    |
|                            |                                              |                            |                         |                         |
| Iscritti                   | Iscritti                                     | Iscritti                   | 65 748                  | 100,00                  |
| ↳ Votanti (% su iscritti)  | ↳ Votanti (% su iscritti)                    | ↳ Votanti (% su iscritti)  | 47 405                  | 72,10                   |
| ↳ Astenuti (% su iscritti) | ↳ Astenuti (% su iscritti)                   | ↳ Astenuti (% su iscritti) | 18 343                  | 27,90                   |
|                            |                                              |                            |                         |                         |
|                            | Esito: collegio a Laburista (nuovo collegio) |                            |                         |                         |

## Risultati dei referendum

### Referendum sulla permanenza del Regno Unito nell'Unione europea del 2016
|        | Collegio          | Lasciare UE % | Rimanere in UE % |
| ------ | ----------------- | ------------- | ---------------- |
|        | East Renfrewshire | 25,7%         | 74,3%            |
| Scozia | 38,0%             | 62,0%         |                  |
|        | Regno Unito       | 51,9%         | 48,1%            |

### Referendum sull'indipendenza della Scozia del 2014
|        | Collegio          | Voti NO | % No      | Voti SI | % Sì  |
| ------ | ----------------- | ------- | --------- | ------- | ----- |
|        | East Renfrewshire | 41.690  | 63,2%     | 24.287  | 36,8% |
| Scozia | 2.001.926         | 55,3%   | 1.617.989 | 44,7%   |       |